# Institut Guttmann
 (décembre 2012).
Si vous disposez d'ouvrages ou d'articles de référence ou si vous connaissez des sites web de qualité traitant du thème abordé ici, merci de compléter l'article en donnant les références utiles à sa vérifiabilité et en les liant à la section « Notes et références ».
L'Institut Guttmann est un centre thérapeutique spécialisé dans les cas de patients paraplégiques et tétraplégiques inauguré à Barcelone en 1965 par l'entrepreneur Guillermo González Gilbey. En 2002, le centre s'installe dans un nouveau bâtiment plus spacieux à Badalone.

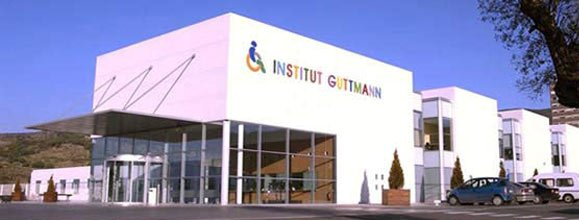
Institut Guttmann à Badalone

Il s'agit d'un hôpital spécialisé dans le traitement médical et chirurgical ainsi que dans la réhabilitation, autant psychologique que sociale, des personnes atteintes de traumatismes médullaires, dommages cérébraux acquis ou tout autre handicap physique d'origine neurologique. 

## Histoire
Son fondateur Guillermo González Gilbey subit un accident de la route en 1958 et devient tétraplégique. Il est soigné pendant quatre mois dans divers hôpitaux espagnols, mais sans résultat. Il est ensuite hospitalisé à l'hôpital londonien de Stoke Mandeville. C'est là qu'il découvre les méthodes du docteur Ludwig Guttmann pour le traitement intégral des traumatismes médullaires et il décide de créer, à son retour à Barcelone, un centre inspiré par ces méthodes. 
Le premier directeur médical est le docteur Miguel Sarrias Domingo, qui avait été formé par le docteur Josep Trueta à Oxford.
Le besoin d'un espace plus vaste et mieux adapté à la réhabilitation neurologique fait que le centre déménage en 2002 dans un nouveau bâtiment de 11 000 m² situé à Badalone, près de Barcelone.